# CrossFit-SM
CrossFit-SM är det svenska mästerskapet i crossfit, som startades 2009 på initiativ av Erik Eliasson och Rickard Walén.

## Historia
År 2009 anordnades det första CrossFit-SM tillsammans med Balance Solna och lockade 27 tävlande i individuell tävlan. År 2010 anordnades CrossFit-SM för andra gången med över 125 tävlande i klasserna individuell, team och masters 40+. Ca 700 personer besökte eventet.

### Vinnare CrossFit-SM 2010
Män individuellt:
1. Númi Snaer Katrinarson
2. Hannes Heins
3. Eric Ericson

Kvinnor individuellt:
1. Totalt: Annie Thorisdotter

1. SM-klassen: Caroline Fryklund
2. SM-klassen: Kristin Andersson
3. SM-klassen: Ellinor Rehnström

Team:
1. CrossFit Uppsala
2. CrossFit Malmö lag 3
3. Polisen CrossFit